# Armind
Armind es un subsello discográfico neerlandés enfocado, principalmente, al trance y al house. Está bajo las manos del sello discografíco Armada Music, cuya cara  principal en el público es su fundador Armin van Buuren.
En su corto inicio, Armind ha lanzado pistas influyentes en las escenas de música electrónica y trance. Desde Motorcycle's As The Rush Comes, a nombres famosos en la comunidad de la danza como Mike y Mark Otten , la etiqueta Armind ha convertido en sinónimo de himnos progresivos masivos.

## Artistas actuales
A partir de 2015, estos artistas lanzan regularmente sus pistas en la etiqueta Armind:

- Alexander Popov
- ALPHA 9
- Andrew Rayel
- Armin van Buuren
- Arty
- Ben Gold
- BT
- Fatum
- Gaia
- Genix
- KhoMha
- Luke Bond
- Mark Sixma
- MaRLo
- Omnia
- Ørjan Nilsen
- Radion6
- Rodg
- Shogun
- Simon Patterson
- Super8 & Tab
- Thomas Gold
- Vini Vici
- Willem de Roo
- W&W
- Yoel Lewis

## Discografía
| Sencillos (ordenados por fecha de lanzamiento) | Sencillos (ordenados por fecha de lanzamiento)               | Sencillos (ordenados por fecha de lanzamiento)             | Sencillos (ordenados por fecha de lanzamiento) | Sencillos (ordenados por fecha de lanzamiento) | Sencillos (ordenados por fecha de lanzamiento) |
| Bajo la música de United Recordings            | Bajo la música de United Recordings                          | Bajo la música de United Recordings                        | Bajo la música de United Recordings | Bajo la música de United Recordings            | Bajo la música de United Recordings            |
| Año                                            | Álbum                                                        | Artista                                                    | Versiones |                                                |                                                |
| ---------------------------------------------- | ------------------------------------------------------------ | ---------------------------------------------------------- | --- | ---------------------------------------------- | ---------------------------------------------- |
| 1999                                           | One                                                          | Armin van Buuren pres. Gig                                 | Come On (Original Mix) / Shut Up (Original Mix) / 7 Soundz (Original Mix) / Let The Music (Original Mix) |                                                |                                                |
| 1999                                           | See Me, Feel Me                                              | Darkstar                                                   | Original Mixes |                                                |                                                |
| 1999                                           | Free                                                         | Armin van Buuren pres. Gimmick                             | Olav Basoski's Bodycheck Mix / Gimmix / Discotizer Dub / Original Mix |                                                |                                                |
| 2000                                           | Eternity                                                     | Armin van Buuren & DJ Tiesto pres. Alibi                   | Original IC Edit / Armin van Buuren's Rising Star Edit / Original IC Mix / Armin van Buuren's Rising Star Mix |                                                |                                                |
| 2001                                           | Touch Me - Part 1                                            | Armin van Buuren pres. Rising Star                         | Darude Remix / Original Vocal Mix |                                                |                                                |
| 2001                                           | Touch Me - Part 2                                            | Armin van Buuren pres. Rising Star                         | Armin van Buuren Remix / Vincent De Moor Remix |                                                |                                                |
| 2001                                           | The Sound Of Goodbye                                         | Armin van Buuren pres. Perpetuous Dreamer                  | Armin's Tribal Feel Edit / Above & Beyond Radio Edit / Armin Tribal Feel / Above & Beyond Remix / Armin's Tribal Feel Dub / Armin van Buuren's Rising Star Mix / Blank & Jones Remix / Dajiro's Deep Dub                                              |                                                |                                                |
| 2001                                           | The Sound Of Goodbye                                         | Armin van Buuren pres. Perpetuous Dreamer                  | Above & Beyond Vocal Mix / Blank & Jones Remix / Dajiro's Deep Dub |                                                |                                                |
| 2001                                           | Clear Blue Moon / Star Theme                                 | Armin van Buuren pres. Rising Star                         | Original Mixes |                                                |                                                |
| 2001                                           | Eternity (Remixes)                                           | Armin van Buuren & DJ Tiesto pres. Alibi                   | The Thrillseekers New Horizon Mix / Vank Remix |                                                |                                                |
| 2002                                           | Dust.Wav                                                     | Perpetuous Dreamer                                         | Armin van Buuren's Rising Star Mix / Dub.Wav |                                                |                                                |
| 2002                                           | Sunburn                                                      | Armin van Buuren                                           | Original Mix |                                                |                                                |
| 2002                                           | Too Late To Turn (Armin van Buuren Remixes)                  | Shane                                                      | Armin van Buuren Remix / Armin van Buuren Instrumental |                                                |                                                |
| 2002                                           | Yet Another Day                                              | Armin van Buuren Featuring Ray Wilson                      | Original Mix / Sunday 5 PM Mix / Riva Remix / Rising Star Remix |                                                |                                                |
| 2002                                           | Yet Another Day (Riva Remix / Rising Star Remix)             | Armin van Buuren Featuring Ray Wilson                      | Riva Remix / Rising Star Remix |                                                |                                                |
| 2002                                           | Yet Another Day (Remix 2)                                    | Armin van Buuren Featuring Ray Wilson                      | Yet Another Dub / Hiver & Hammer's Ground Control Remix |                                                |                                                |
| 2003                                           | Sunburn (Walk Through The Fire)                              | Armin van Buuren Featuring Victoria Horn                   | Vocal Edit / Instrumental Mix |                                                |                                                |
| Bajo la música de Armada                       |                                                              |                                                            | |                                                |                                                |
| 2003                                           | Mushroom Therapy                                             | Mark Otten                                                 | Lightscape Mix / Armin van Buuren Remix |                                                |                                                |
| 2003                                           | As The Rush Comes                                            | Motorcycle                                                 | Gabriel & Dresden Sweeping Strings Mix / Armin van Buuren's Universal Religion Mix |                                                |                                                |
| 2003                                           | Turn Out The Lights (The Remixes)                            | M.I.K.E.                                                   | Hiver & Hammer Remix / Transa Remix |                                                |                                                |
| 2003                                           | Turn Out The Lights                                          | M.I.K.E.                                                   | Original Version / Chill Down Remix |                                                |                                                |
| 2004                                           | As The Rush Comes (The Remixes)                              | Motorcycle                                                 | Perry O'Neil Remix / Markus Schulz Coldharbour Mix |                                                |                                                |
| 2004                                           | Tranquility                                                  | Mark Otten                                                 | Original Mix / Markus Schulz Coldharbour Mix |                                                |                                                |
| 2004                                           | Totally Fascinated                                           | M.I.K.E. pres. Fascinated                                  | M.I.K.E. Totally Mix / M.I.K.E. Fascinated Vocal Mix |                                                |                                                |
| 2004                                           | Offbeat / Glaze                                              | Arctic Quest                                               | Original Mixes |                                                |                                                |
| 2004                                           | Intruder / Pound                                             | Armin van Buuren vs M.I.K.E.                               | Original Mixes |                                                |                                                |
| 2005                                           | Find                                                         | Ridgewalkers Featuring El                                  | Andy Moor Remix / Kyau vs Albert Remix |                                                |                                                |
| 2005                                           | Massive Motion                                               | M.I.K.E.                                                   | Original Mix / Enter-Ku Mix |                                                |                                                |
| 2005                                           | Inertia                                                      | Fragile Featuring Alex Lemon                               | Armin van Buuren Remix / Stel & Good Newz Mix |                                                |                                                |
| 2005                                           | Shivers / Birth Of An Angel                                  | Armin van Buuren                                           | Rising Star Mix / Original Mix |                                                |                                                |
| 2005                                           | Halcyon                                                      | Andy Moor                                                  | Original Mix |                                                |                                                |
| 2005                                           | Shivers (Tribal Feel Mix)                                    | Armin van Buuren                                           | Tribal Feel Mix |                                                |                                                |
| 2005                                           | Hello Strings                                                | Synergy                                                    | Original Mix / Flash Brothers Remix |                                                |                                                |
| 2005                                           | Serenity (Sensation White Anthem 2005)                       | Armin van Buuren                                           | Original Mix / Signum Mix |                                                |                                                |
| 2005                                           | Shivers (The Mixes)                                          | Armin van Buuren                                           | Tribal Feel Mix / Hammer & Bennett Remix |                                                |                                                |
| 2005                                           | Love Theme Dusk                                              | Mike Foyle vs Signalrunners                                | Mike's Broken Record Mix / Signalrunners Sunrise Mix / Airbase pres. Parc Remix |                                                |                                                |
| 2005                                           | Breathe                                                      | Mode Hookers                                               | Original Mix / Sander Van Doorn Remix |                                                |                                                |
| 2005                                           | Who Is Watching (Part 1 - The House Mixes)                   | Armin van Buuren Featuring Nadia Ali                       | Mischa Daniels Remix / Oliver Moldan Remix |                                                |                                                |
| 2005                                           | Who Is Watching                                              | Armin van Buuren Featuring Nadia Ali                       | Tonedepth Remix / DJ Remy & Roland Klinkenberg Remix |                                                |                                                |
| 2005                                           | So Serene                                                    | Mark Otten                                                 | Original Mix / Menno D Jong's Heading South Dub |                                                |                                                |
| 2006                                           | Remember Me                                                  | Inserstate                                                 | Terry Bones Remix / Interstate Club Mix / Shawn Mitisk & Tyler Michaud Remix |                                                |                                                |
| 2006                                           | Sail                                                         | Armin van Buuren                                           | Original Mix / Carl B's Without Hope Remix |                                                |                                                |
| 2006                                           | Tracking Tresure Down                                        | Gabriel & Dresden Featuring Molly                          | Original Mix / Kyau vs Albert Remix / Group Therapy Remix |                                                |                                                |
| 2006                                           | Electronic Electro                                           | David Amo & Julio Navas pres. Paco Maroto                  | Original Mix / Wally Lopez & Riva Factomania Remix / Andrea Bertolini Remix |                                                |                                                |
| 2006                                           | Renaissance / Femme Fatale                                   | Arctic Quest                                               | Original Mix |                                                |                                                |
| 2006                                           | Control Freak                                                | Armin van Buuren                                           | Original Mix / Sander Van Doorn Remix |                                                |                                                |
| 2006                                           | Arisen                                                       | Arksun                                                     | Original Mix / Airbase pres. Parc Remix |                                                |                                                |
| 2006                                           | White Sand                                                   | Sunlounger                                                 | DJ Shah's Original Mix / Highnoon At Salinas Mix |                                                |                                                |
| 2006                                           | Love You More                                                | Armin van Buuren featuring Racoon                          | Instrumental Mix / Radio Edit / Vocal Mix |                                                |                                                |
| 2006                                           | Shipwrecked                                                  | Mike Foyle                                                 | Original Chillout Mix / John O'Callaghan vs Mike Foyle Club Mix / Sean Tyas Remix / Gareth Emery Remix |                                                |                                                |
| 2006                                           | Louder                                                       | Jose Amnesia Featuring Jennifer Rene                       | Original Mix / Blake Jarrell's 190db Remix |                                                |                                                |
| 2006                                           | Saturday Night                                               | Armin van Buuren vs Herman Brood                           | Club Mix / Dub Mix |                                                |                                                |
| 2007                                           | This World Is Watching Me                                    | Armin van Buuren vs Rank1 Featuring Kush                   | Original Mix / Cosmic Gate Remix |                                                |                                                |
| 2007                                           | Outsiders                                                    | Kirsty Hawkshaw meets Tenishia                             | Jose Amnesia Remix / Cosmic Gate Remix |                                                |                                                |
| 2007                                           | Black Smoke - White Smoke                                    | Artcic Quest                                               | Original Mixes |                                                |                                                |
| 2007                                           | Communication Part 3                                         | Armin van Buuren                                           | Original Mix / Coldware Cold Remix |                                                |                                                |
| 2007                                           | Light The Skies                                              | Cerf, Mitiska & Jaren                                      | Retrobyte Classic Electrobounce Mix / Retrobyte Light The Sidechain Mix |                                                |                                                |
| 2007                                           | Firefly                                                      | Mike Foyle                                                 | Original Mix / Mark Sherry's Outburst Mix |                                                |                                                |
| 2007                                           | Rush Hour                                                    | Armin van Buuren                                           | Miserere / Original Mix / No Intro Edit |                                                |                                                |
| 2007                                           | Wouldn't Change The Thing                                    | Jose Amnesia Featuring Jennifer Rene                       | Original Mix / Blake Jarrell 190 dB Remix / Retrobyte Club Edit |                                                |                                                |
| 2007                                           | Kalopsia                                                     | The Blizzard                                               | Original Intro Mix / Original Mix / Monogato's Filth Remix / Mark Otten Energic Mix |                                                |                                                |
| 2007                                           | Tremble                                                      | Global Illumination                                        | Original Mix / Danilo Ercole Remix |                                                |                                                |
| 2007                                           | The Sound Of Goodbye (Remixes)                               | Armin van Buuren pres. Perpetuous Dreamer                  | Yvan & Dan Daniel Remix / Nic Chagall Drumbeat ReEdit / EDX's Indian Summer Remix / EDX's Indian Summer Dub / Simon & Shaker Remix |                                                |                                                |
| 2007                                           | Reasons To Forgive                                           | Kirsty Hawkshaw meets Tenishia                             | Original Mix / The Blizzard Remix |                                                |                                                |
| 2007                                           | Big Sky                                                      | John O'Callaghan Featuring Audrey Gallagher                | Agnelli & Nelson Remix / Original Mix |                                                |                                                |
| 2008                                           | Invincible                                                   | Jose Amnesia Featuring Jennifer Rene                       | Original Mix / Sied Van Riel Remix |                                                |                                                |
| 2008                                           | Beauty Hides In Deep (The Remixes)                           | The Doppler Effect                                         | John O'Callaghan Remix / Ronski Speed Remix |                                                |                                                |
| 2008                                           | If You Should Go                                             | Armin van Buuren Featuring Susana                          | Inpetto vs Duderstadt Dub Mix / Original Mix / Aly & Fila Remix / Aly & Fila Dub Mix / Inpetto vs Duderstadt Remix / Inpetto vs Duderstadt Instrumental Mix / John O'Callaghan Remix / John O'Callaghan Dub Mix / John O'Callaghan Instrumental Mix   |                                                |                                                |
| 2008                                           | Big Sky                                                      | John O'Callaghan Featuring Audrey Gallagher                | EDX's Russian Winter Redub / EDX's Russian Winter Remix / EDX's Russian Winter Vocal Mix / City Zen Remix |                                                |                                                |
| 2008                                           | Going Wrong                                                  | Armin van Buuren & DJ Shah Featuring Chris Jones           | Armin van Buuren's Extended Mix / Armin van Buuren's Universal Religion Mix / DJ Shah Magic Island Mix |                                                |                                                |
| 2008                                           | Pandora                                                      | Mike Foyle                                                 | Original Mix / The Blizzard Remix |                                                |                                                |
| 2008                                           | La Guitarra                                                  | Orjan Nilsen                                               | Marcus Schossow Remix / Omnia Remix / Orjan Nilsen Remix / Original Mix / Scrubs Original Mix |                                                |                                                |
| 2008                                           | Invisible                                                    | Kirsty Hawkshaw meets Tenishia                             | Original Mix / Remix |                                                |                                                |
| 2008                                           | In And Out Of Love                                           | Armin van Buuren Featuring Sharon Den Adel                 | Extended Mix / The Blizzard Remix / Richard Durand Remix |                                                |                                                |
| 2008                                           | The Ones That Get Away                                       | Arnej                                                      | Extended Intro Mix / Intro Mix / Lost Love Dub / Minimal Drum Dub / Original Mix |                                                |                                                |
| 2008                                           | She Wants Him                                                | Moussa Clarke & Terrafunka                                 | Blake Jarrell's Panty Dropper Remix / Instrumental Mix / Radio Edit / Vocal Mix |                                                |                                                |
| 2008                                           | Certainty                                                    | Julian Vincent Featuring Cathy Burton                      | Mark Otten Dub / Mark Otten Vocal Mix / Re:Locate Main Vocal Mix |                                                |                                                |
| 2008                                           | Vampire                                                      | Myon & Shane 54 Featuring Carrie Skpper                    | Club Mix / Gareth Emery Garuda Remix |                                                |                                                |
| 2009                                           | Unforgivable                                                 | Armin van Buuren Featuring Jaren                           | Extended Mix / First State Rough Mix / First State Smooth Mix / Stoneface & Terminal Dub Mix / Stoneface & Terminal Vocal Mix |                                                |                                                |
| 2009                                           | Strangers We've Become                                       | Arnej Featuring Josie                                      | Radio Edit / Dub Mix / Tech Dub / Vocal Mix |                                                |                                                |
| 2009                                           | Fine Without You                                             | Armin van Buuren Featuring Jennifer Rene                   | Radio Edit / Extended Mix / Sied van Riel Remix |                                                |                                                |
| 2009                                           | Freefalling                                                  | Claudia Cazacu Featuring Audrey Gallagher                  | Original Mix / Dub Mix |                                                |                                                |
| 2009                                           | Never Say Never                                              | Armin van Buuren Featuring Jacqueline Govaert              | Extended Mix / Myon & Shane 54 Remix / Omnia Remix / Alex Gaudino Remix / Alex Gaudino Dub |                                                |                                                |
| 2009                                           | Inside Of You                                                | Fabio XB & Ronnie Play Featuring Gabriel Cage              | Cosmic Gate Remix / Original Mix / Andrea Mazza Remix / Dyor @ Palma Nova Guitar Remix / Dyor @ Illetes Beach Remix |                                                |                                                |
| 2009                                           | Never Fade Away                                              | John O'Callaghan Featuring Lo-Fi Sugar                     | Andy Duguid Remix / Giuseppe Ottaviani Remix / Album Version |                                                |                                                |
| 2009                                           | Kidsos                                                       | Sebastian Ingrosso                                         | Original Mix / Wippenberg Remix |                                                |                                                |
| 2009                                           | You Walk Away                                                | tyDi Featuring Audrey Gallagher                            | Original Mix / Dub Mix |                                                |                                                |
| 2009                                           | Tuvan                                                        | Gaia                                                       | Original Mix / Gareth Emery Remix / Andy Blueman Remix |                                                |                                                |
| 2009                                           | Broken Tonight                                               | Armin van Buuren Featuring VanVelzen                       | Original Mix / Dub Mix |                                                |                                                |
| 2009                                           | Beggin' You                                                  | Cerf, Mitiska & Jaren                                      | Original Club Mix / Armin van Buuren Remix / Glenn Morrison |                                                |                                                |
| 2009                                           | Broken Tonight (Remixes)                                     | Armin van Buuren Featuring VanVelzen                       | Alex M.O.R.P.H. Remix / Hardwell Remix / Hardwell Dutch Club Mix |                                                |                                                |
| 2010                                           | Lost Together (Armin van Buuren Mashup)                      | Sophie Sugar vs Sunlounger                                 | Armin van Buuren Mashup |                                                |                                                |
| 2010                                           | Run Till U Shine                                             | Andrew Bennett Featuring Sir Adrian                        | Original Mix / Main Mix / Cosmic Gate Remix / Instrumental Mix / Radio Mix |                                                |                                                |
| 2010                                           | Full Focus                                                   | Armin van Buuren                                           | Extended Mix / Ummet Ozcan Remix / Joint Operations Centre Remix / Ali Wilson TEKELEC Remix |                                                |                                                |
| 2010                                           | Last Minute                                                  | Ron Hagen And Al Exander                                   | Original mix / Beat Service Remix |                                                |                                                |
| 2010                                           | Lovers Lane                                                  | Orjan Nilsen                                               | Original Mix / The Blizazrd Remix / Tenishia Remix / Tenishia's Bad Lane Remix |                                                |                                                |
| 2010                                           | Ibiza Sunrise                                                | Myon & Shane 54 Featuring Labworks                         | Classic Mix / Classic Dub |                                                |                                                |
| 2010                                           | Not Giving Up On Love                                        | Armin van Buuren vs Sophie Ellis-Bextor                    | Extended Version / Dash Berlin 4AM Mix / Jorn van Deynhoven Remix |                                                |                                                |
| 2010                                           | Not Giving Up On Love (Remixes)                              | Armin van Buuren vs Sophie Ellis-Bextor                    | Armin van Buuren Remix / Mischa Daniels Mode / Glenn Morrsion Remix / Jorn van Deynhoven Dub Mix |                                                |                                                |
| 2010                                           | The Day Will Come                                            | Arnej                                                      | Original Mix / 8 Wonders Remix / Sied van Riel Remix / Intro Mix |                                                |                                                |
| 2010                                           | Revolution In You                                            | Alexander Popov                                            | Main Mix / Dub Mix |                                                |                                                |
| 2010                                           | Aisha                                                        | Gaia                                                       | Original Mix / Aly & Fila Remix / Ashley Wallbridge Remix / Orjan Nilsen Remix |                                                |                                                |
| 2010                                           | This Light Between Us                                        | Armin van Buuren Featuring Christian Burns                 | Armin van Buuren's Great Strings Mix / Richard Durand Remix / Dabruck & Klein Remix / Album Version |                                                |                                                |
| 2011                                           | Shades Of Grey / Pale Memories                               | DJ Governor                                                | Original Mixes |                                                |                                                |
| 2011                                           | International Departures                                     | Myon & Shane 54                                            | Classic Anthem Mix |                                                |                                                |
| 2011                                           | Go Fast!                                                     | Orjan Nilsen                                               | Go Fast! (Original Mix) / Angus (Original Mix) |                                                |                                                |
| 2011                                           | Drowning                                                     | Armin van Buuren Featuring Laura V                         | Club Mix / Avicii Remix / Myon & Shane 54 Remix |                                                |                                                |
| 2011                                           | Arrival vs Beggin You (Acapella) (Armin van Buuren Mashup)   | Dave202 vs Cerf, Mitiska & Jaren                           | Armin van Buuren Mashup |                                                |                                                |
| 2011                                           | Status Excessu D (The Official A State Of Trance 500 Anthem) | Armin van Buuren pres. Gaia                                | Original Mix / Radio Edit |                                                |                                                |
| 2011                                           | Mjuzik                                                       | Orjan Nilsen                                               | Original Mix / Orion Remix |                                                |                                                |
| 2011                                           | Anywhere But Here                                            | Orjan Nilsen Featuring Neev Kennedy                        | Original Mix / Radion6 Remix / Bjorn Akesson Remix |                                                |                                                |
| 2011                                           | Feels So Good                                                | Armin van Buuren Featuring Nadia Ali                       | Radio Edit / Tristan Garner Remix / Jochen Miller Remix / Jerome Isma-Ae Remix / Armin van Buuren Club Mix |                                                |                                                |
| 2011                                           | Winter Stayed                                                | Triple A                                                   | Armin van Buuren's On The Beach Mix / Alex M.O.R.P.H. Mix |                                                |                                                |
| 2011                                           | Between The Rays / The Mule                                  | Orjan Nilsen                                               | Original Mixes |                                                |                                                |
| 2011                                           | Libertine                                                    | Mark Otten                                                 | Original Mix / Soundprank Remix |                                                |                                                |
| 2011                                           | Skyfire                                                      | Shogun                                                     | Original Mix / Alex M.O.R.P.H. Remix |                                                |                                                |
| 2011                                           | My Inner Island                                              | The Blizzard & Omnia                                       | Original Mix / Yuri Kane Remix / Radio Edit |                                                |                                                |
| 2011                                           | Futuristic                                                   | Myon & Shane 54                                            | Original Mix / Green & Falker Remix / Synthapella / Radio Edit / Green & Falker Radio Edit |                                                |                                                |
| 2011                                           | Now Is The Time                                              | Ron Hagen & Al Exander                                     | Original Mix / Radio Edit |                                                |                                                |
| 2011                                           | Falling Away (Armin van Buuren Remix)                        | Hannah                                                     | Armin van Buuren Remix |                                                |                                                |
| 2011                                           | Stellar                                                      | Armin van Buuren pres. Gaia                                | Original Mix |                                                |                                                |
| 2011                                           | Viking / Atchoo!                                             | Orjan Nilsen                                               | Original Mixes |                                                |                                                |
| 2011                                           | Tomahawk                                                     | BT & Adam K                                                | Original Mix |                                                |                                                |
| 2011                                           | Universal Religion Chapter Five                              | Various Artists                                            | - Andy Moor Featuring Sue McLaren - Fight The Fire (Stoneface & Terminal Remix) - Susana - Home (Daniel Kandi Retrofit Remix) - James Dymond - Gundam - Kid Alien - The Atmosphere (Klauss Goulart & Mark Sixma Deep Universe Remix)                  |                                                |                                                |
| 2011                                           | Stellar (The Remixes)                                        | Armin van Buuren pres. Gaia                                | EDX's Fe5tival Remix / MaRLo Remix |                                                |                                                |
| 2011                                           | Youtopia                                                     | Armin van Buuren Featuring Adam Young                      | Radio Edit / Michael Woods Remix / Tocadisco Remix / Blake Jarrell Remix / ReLocate Remix |                                                |                                                |
| 2011                                           | Use Somebody (Armin van Buuren Rework)                       | Laura Jansen                                               | Armin van Buuren Rework |                                                |                                                |
| 2011                                           | Lotus / Space Odyssey                                        | Shogun                                                     | Original and Radio Mixes |                                                |                                                |
| 2012                                           | Colours                                                      | Emma Hewitt                                                | Album Version / Armin van Buuren Remix / Armin van Buuren Radio Edit / Armin van Buuren Dub / Jerome Isma-Ae Remix / Jerome Isma-Ae Dub Mix |                                                |                                                |
| 2012                                           | Colours                                                      | Emma Hewitt                                                | Strings & Vocals Mix |                                                |                                                |
| 2012                                           | Lucky Strike / Legions                                       | Orjan Nilsen                                               | Original Mixes |                                                |                                                |
| 2012                                           | Sagittarius                                                  | Daniel Kandi                                               | Original Mix / Original Mix Edit |                                                |                                                |
| 2012                                           | Elegia                                                       | Alexander Popov                                            | Original Mix / Original Mix Edit |                                                |                                                |
| 2012                                           | Orbion                                                       | Armin van Buuren                                           | Radio Edit / Extended Version / Max Graham vs Protoculture Remix / Eco Remix |                                                |                                                |
| 2012                                           | Hyperfocus                                                   | Mark Otten                                                 | Original Mix / Wezz Devall Remix / Radio Edit / Wezz Devall Remix Edit |                                                |                                                |
| 2012                                           | J'ai Envie De Toi                                            | Armin van Buuren pres. Gaia                                | Original Mix / Radio Edit |                                                |                                                |
| 2012                                           | Suddenly Summer                                              | Armin van Buuren Featuring Ana Criado                      | Original Mix / Original Mix Edit |                                                |                                                |
| 2012                                           | Witness                                                      | Cerf, Mitiska & Jaren with Rank 1                          | Original Club Mix / Tomas Hereida Remix / Chris Reece Remix / Chris Reece Instrumental Mix / Radio Edit / Tomas Hereida Radio Edit / Acoustic Mix |                                                |                                                |
| 2012                                           | Belter                                                       | Armin van Buuren & Orjan Nilsen                            | Original Mix / Original Mix Edit |                                                |                                                |
| 2012                                           | Amsterdam                                                    | Orjan Nilsen                                               | Original Mix / Original Mix Edit |                                                |                                                |
| 2012                                           | Always Loved, Never Forgotten (The Day Will Come)            | Tenishia                                                   | Original Mix / Original Mix Edit |                                                |                                                |
| 2012                                           | Amplify / 550                                                | Shogun                                                     | Original & Radio Mixes |                                                |                                                |
| 2012                                           | We Are Here To Make Some Noise                               | Armin van Buuren                                           | Radio Edit / Extended Mix |                                                |                                                |
| 2012                                           | Endymion                                                     | Orjan Nilsen                                               | Original Mix / Original Mix Edit |                                                |                                                |
| 2012                                           | We Are Here To Make Some Noise (Remixes)                     | Armin van Buuren                                           | Judge Jules Remix / Judge Jules Edit / Antillas & Dankann Remix / Antillas & Dankann Edit / Maison & Dragen Remix / Maison & Dragen Edit / The Scumforg Remix / The Scumfrog Edit                                                                     |                                                |                                                |
| 2012                                           | Suddenly Summer (The Remixes)                                | Armin van Buuren Featuring Ana Criado                      | Heatbeat Remix / Norin & Rad Remix / Heatbeat Radio Edit / Norin & Rad Radio Edit |                                                |                                                |
| 2012                                           | Lights Of Aither                                             | Ali Wilson                                                 | Original Mix / Radio Edit |                                                |                                                |
| 2012                                           | J'ai Envie De Toi                                            | Armin van Buuren pres. Gaia                                | Tom Fall Remix / Protoculture Remix / Tom Fall Radio Edit / Protoculture Radio Edit |                                                |                                                |
| 2012                                           | PhireWorX                                                    | Orjan Nilsen                                               | Original Mix / Radio Edit |                                                |                                                |
| 2012                                           | I'll Listen                                                  | Armin van Buuren Featuring Ana Criado                      | Original Mix / Radio Edit |                                                |                                                |
| 2012                                           | Must Be The Love                                             | Arty, Nadia Ali & BT                                       | Original Mix / Radio Edit |                                                |                                                |
| 2012                                           | I'll Listen                                                  | Armin van Buuren Featuring Ana Criado                      | Super8 & Tab Remix / John O'Callaghan Dark Mix / Disfunktion Remix / Super8 & Tab Radio Edit / John O'Callaghan Dark Mix Edit / Disfunktion Radio Edit                                                                                                |                                                |                                                |
| 2012                                           | Burana / Filthy Fandago                                      | Orjan Nilsen                                               | Original & Radio Mixes |                                                |                                                |
| 2012                                           | UFO                                                          | Shogun                                                     | Original Mix / Radio Edit |                                                |                                                |
| 2012                                           | Must Be The Love                                             | Arty, Nadia Ali & BT                                       | Shogun Remix / Shogun Radio Edit / Dannic Remix / Dannic Radio Edit / Au5 Remix / Au5 Radio Edit |                                                |                                                |
| 2012                                           | How Do I Know                                                | Andrew Rayel Featuring Jano                                | Original Mix / Club Mix / Experimental Mix / Radio Edit |                                                |                                                |
| 2012                                           | Copperfield                                                  | Orjan Nilsen                                               | Original Mix / Radio Edit |                                                |                                                |
| 2012                                           | Serenity (Remixes)                                           | Armin van Buuren Featuring Jan Vayne                       | Andrew Rayel Aether Remix / Bryan Kearney Remix / Eximinds Remix / Andrew Rayel Aether Radio Edit / Bryan Kearney Radio Edit / Eximinds Radio Edit |                                                |                                                |
| 2013                                           | Waiting For The Night                                        | Armin van Buuren Featuring Fiora                           | Radio Edit / Extended Version / Beat Service Remix / Beat Service Remix Edit / Beat Service Dub / Clinton VanSciver Extended Mix / Clinton VanSciver Radio Edit                                                                                       |                                                |                                                |
| 2013                                           | Communication Part 3 (Remixes)                               | Armin van Buuren                                           | John Askew Remix / James Dymond Remix / Tomas Hereida Remix / Faruk Sabanci Remix / John Askew Radio Edit / James Dymond Radio Edit / Tomas Hereida Radio Edit / Faruk Sabanci Radio Edit                                                             |                                                |                                                |
| 2013                                           | Nehalennia                                                   | Armin van Buuren vs Arty                                   | Radio Edit / Original Mix |                                                |                                                |
| 2013                                           | D# Fat                                                       | Armin van Buuren & W&W                                     | Radio Edit / Original Mix |                                                |                                                |
| 2013                                           | Drop / Supernova                                             | Shogun                                                     | Original & Radio Mixes |                                                |                                                |
| 2013                                           | Zeus / Musa                                                  | Andrew Rayel                                               | Original & Radio Mixes |                                                |                                                |
| 2013                                           | This Is What It Feels Like                                   | Armin van Buuren Featuring Trevor Guthrie                  | Extended Mix / W&W Remix |                                                |                                                |
| 2013                                           | No Saint Out Of Me                                           | Orjan Nilsen                                               | Original Mix / Radio Edit |                                                |                                                |
| 2013                                           | This Is What It Feels Like                                   | Armin van Buuren Featuring Trevor Guthrie                  | David Guetta Remix / Antillas & Dankann Remix / Giuseppe Ottaviani Remix / Giuseppe Ottaviani Instrumental Mix |                                                |                                                |
| 2013                                           | Lost Language                                                | Alexander Popov                                            | Original Mix / Radio Edit |                                                |                                                |
| 2013                                           | Violetta                                                     | Orjan Nilsen                                               | Original Mix / Radio Edit |                                                |                                                |
| 2013                                           | Rio                                                          | Klauss Goulart & Mark Sixma                                | Original Mix / Radio Edit |                                                |                                                |
| 2013                                           | Sacramentum                                                  | Bobina with Andrew Rayel                                   | Bobina Megadrive Mix / Andrew Rayel Aether Mix / Bobina Megadrive Radio Edit / Andrew Rayel Aether Radio Edit |                                                |                                                |
| 2013                                           | Bang!                                                        | Alex M.O.R.P.H. & Jerome Isma-Ae                           | Original Mix / Radio Edit |                                                |                                                |
| 2013                                           | The One                                                      | Simon Patterson Featuring Lucy Pullin                      | Original Mix / Radio Edit |                                                |                                                |
| 2013                                           | Find Me                                                      | Shogun Featuring Tania Zygar                               | Original Mix / Radio Edit |                                                |                                                |
| 2013                                           | Moscow Subway                                                | Alexander Popov                                            | Original Mix / Radio Edit |                                                |                                                |
| 2013                                           | XIING                                                        | Orjan Nilsen                                               | Original Mix |                                                |                                                |
| 2013                                           | Explore Heaven E.P.                                          | Rex Mundi                                                  | Explore Heaven (Original & Radio Mixes) / Vodoo People (Original & Radio Mixes) / Aureolo (Original & Radio Mixes) |                                                |                                                |
| 2013                                           | Immersion                                                    | Omnia                                                      | Original Mix |                                                |                                                |
| 2013                                           | Beautiful Life (Remixes)                                     | Armin van Buuren Featuring Cindy Alma                      | Mikkas Remix / Protoculture Remix |                                                |                                                |
| 2013                                           | Until The End                                                | Andrew Rayel & Jwaydan                                     | Club Mix |                                                |                                                |
| 2013                                           | Lullaby For Two                                              | Denis Kenzo Featuring Sveta B.                             | Progressive Mix / Chill Out Mix / Radio Edit |                                                |                                                |
| 2013                                           | Lakota (ilan Bluestone Remix)                                | CE3SAR                                                     | ilan Bluestone Remix / ilan Bluestone Radio Edit |                                                |                                                |
| 2013                                           | Legend                                                       | Alexander Popov                                            | Original Mix / Radio Edit |                                                |                                                |
| 2013                                           | Mafioso                                                      | Orjan Nilsen                                               | Extended Mix / Mark Sixma Remix |                                                |                                                |
| 2013                                           | Bones                                                        | Omnia Featuring Everything by Electricity                  | Original Mix / Radio Edit |                                                |                                                |
| 2013                                           | Dark Warrior                                                 | Andrew Rayel                                               | Original Mix |                                                |                                                |
| 2013                                           | Abduction                                                    | Shogun                                                     | Original Mix / Radio Edit |                                                |                                                |
| 2014                                           | Alargame la Vida                                             | Armin van Buuren Featuring Jesse & Joy                     | Original Mix / Radio Edit |                                                |                                                |
| 2014                                           | Erhu                                                         | Shogun                                                     | Original Mix |                                                |                                                |
| 2014                                           | Empire Of Hearts                                             | Gaia                                                       | Original Mix |                                                |                                                |
| 2014                                           | Save My Night (Blasterjaxx Remix)                            | Armin van Buuren                                           | Blasterjaxx Remix |                                                |                                                |
| 2014                                           | Ping Pong                                                    | Armin van Buuren                                           | Original Mix |                                                |                                                |
| 2014                                           | Forever                                                      | Bogdan Vix & Renee Stahl                                   | Original Mix / Mike Danis Remix |                                                |                                                |
| 2014                                           | Quantum                                                      | Alexander Popov                                            | Original Mix |                                                |                                                |
| 2014                                           | Save My Night (Remixes)                                      | Armin van Buuren                                           | Allen Watts Remix / MaRLo Remix |                                                |                                                |
| 2014                                           | Ping Pong (Simon Patterson Remix)                            | Armin van Buuren                                           | Simon Patterson Remix |                                                |                                                |
| 2014                                           | The Late Anthem                                              | Orjan Nilsen                                               | Way Too Late Mix |                                                |                                                |
| 2014                                           | Ping Pong (Hardwell Remix)                                   | Armin van Buuren                                           | Hardwell Remix |                                                |                                                |
| 2014                                           | Goodbye                                                      | Andrew Rayel Featuring Alexandra Badoi                     | Original Mix |                                                |                                                |
| 2014                                           | Zanarkand                                                    | Shogun                                                     | Original Mix |                                                |                                                |
| 2014                                           | Ping Pong (Kryder & Tom Staar Remix)                         | Armin van Buuren                                           | Kryder & Tom Staar Remix |                                                |                                                |
| 2014                                           | Lifetime Change                                              | Denis Kenzo & Alexandra Badoi                              | Original Mix / Club Mix |                                                |                                                |
| 2014                                           | Burn The Sun                                                 | Tommy Johnson Featuring Nanje Nowack                       | Original Mix |                                                |                                                |
| 2014                                           | Dissolve                                                     | Simon Patterson featuringring Sarah Howells                | Original Mix |                                                |                                                |
| 2014                                           | Alone (Thomas Newson Remix)                                  | Armin van Buuren Featuring Lauren Evans                    | Thomas Newson Remix |                                                |                                                |
| 2014                                           | Game On                                                      | Klauss Goulart                                             | Original Mix |                                                |                                                |
| 2014                                           | Just Believe Me Yesterday                                    | Denis Kenzo & Sveta B.                                     | Original Mix |                                                |                                                |
| 2014                                           | Eternal Flame / Siberia                                      | Alexander Popov                                            | Original Mix |                                                |                                                |
| 2014                                           | Tomorrow People                                              | Omnia                                                      | Original Mix |                                                |                                                |
| 2014                                           | Ping Pong (Dani Deahl Remix)                                 | Armin van Buuren                                           | Dani Deahl Remix |                                                |                                                |
| 2014                                           | Adagio For Strings                                           | Mark Sixma                                                 | Radio Edit / Original Mix |                                                |                                                |
| 2014                                           | One In A Million                                             | Andrew Rayel Featuring Jonathan Mendelsohn                 | Radio Edit / Paris Blohm Radio Edit / Original Mix / Paris Blohm Remix |                                                |                                                |
| 2014                                           | Humming The Lights                                           | Armin van Buuren pres. Gaia                                | Original Mix |                                                |                                                |
| 2014                                           | Bloody Moon                                                  | Heatbeat                                                   | Original Mix |                                                |                                                |
| 2014                                           | Hystereo                                                     | Armin van Buuren                                           | Original Mix |                                                |                                                |
| 2014                                           | Terminal                                                     | Ayu                                                        | Dub Mix |                                                |                                                |
| 2014                                           | Remember Me                                                  | Hazem Beltagui & Aneym                                     | Club Mix |                                                |                                                |
| 2014                                           | Sound Of The Drums (Bobina Remix)                            | Armin van Buuren Featuring Laura Jansen                    | Bobina Remix |                                                |                                                |
| 2014                                           | Hystereo (The Remixes)                                       | Armin van Buuren                                           | Heatbeat Remix / KhoMha Remix / Thomas Vink Remix |                                                |                                                |
| 2014                                           | Deep In My Heart                                             | Denis Kenzo & Sveta B.                                     | Original Mix |                                                |                                                |
| 2014                                           | Save My Night (Mark Sixma Remix)                             | Armin van Buuren                                           | Mark Sixma Remix |                                                |                                                |
| 2014                                           | Followed By Darkness                                         | Andrew Rayel                                               | Original Mix |                                                |                                                |
| 2014                                           | Shelter (The Remixes)                                        | Dash Berlin Featuring Roxanne Emery                        | MaRLo Remix / Photographer Remix |                                                |                                                |
| 2014                                           | Dragon                                                       | Shogun Featuring Adara                                     | Original Mix |                                                |                                                |
| 2014                                           | Laputa                                                       | Shogun                                                     | Original Mix |                                                |                                                |
| 2014                                           | Shenanigans                                                  | Orjan Nilsen                                               | Original Mix |                                                |                                                |
| 2014                                           | Two Hands                                                    | Omnia Featuring Jonny Rose                                 | Original Mix |                                                |                                                |
| 2015                                           | Vedetta                                                      | Mark Sixma                                                 | Oriignal Mix |                                                |                                                |
| 2015                                           | Save My Night (Andrew Rayel Remix)                           | Armin van Buuren                                           | Andrew Rayel Remix |                                                |                                                |
| 2015                                           | Safe Inside You                                              | Armin van Buuren pres. Rising Star featuring Betsie Larkin | Original Mix |                                                |                                                |
| 2015                                           | Miracles                                                     | Andrew Rayel Featuring Christian Burns                     | Radio Edit / Heatbeat Radio Edit / Original Mix / Heatbeat Remix |                                                |                                                |
| 2015                                           | Mulitverse                                                   | Alexander Popov                                            | Original Mix |                                                |                                                |
| 2015                                           | Carnation                                                    | Gaia                                                       | Original Mix |                                                |                                                |
| 2015                                           | The Edge                                                     | Orjan Nilsen                                               | Original Mix |                                                |                                                |
| 2015                                           | Panta Rhei                                                   | Armin van Buuren & Mark Sixma                              | Radio Edit / Original Mix |                                                |                                                |
| 2015                                           | The Stood Still                                              | Simon Patterson Featuring Matt Adey                        | Original Mix |                                                |                                                |
| 2015                                           | Hold It Together                                             | MaRLo Featuring Christina Novelli                          | Original Mix / MaRLo's Tech Energy Remix |                                                |                                                |
| 2015                                           | Born To Love                                                 | Alexander Popov                                            | Original Mix |                                                |                                                |
| 2015                                           | We Bring The Love                                            | Andrew Rayel Featuring Sylvia Tosun                        | Original Mix / Dub Mix |                                                |                                                |
| 2015                                           | In Principio                                                 | Gaia                                                       | Original Mix |                                                |                                                |
| 2015                                           | Lost Language (David Gravell Remix)                          | Alexander Popov                                            | David Gravell Remix |                                                |                                                |
| 2015                                           | Another You                                                  | Armin van Buuren Featuring Mr Probz                        | Extended Mix / Mark Sixma Remix |                                                |                                                |
| 2015                                           | Reflex                                                       | Luke Bond & Omnia                                          | Original Mix |                                                |                                                |
| 2015                                           | Olympus                                                      | Alexander Popov                                            | Original Mix |                                                |                                                |
| 2015                                           | Warpdrive                                                    | Sied van Riel & Radion6                                    | Original Mix |                                                |                                                |
| 2015                                           | Muto                                                         | Genix                                                      | Original Mix |                                                |                                                |
| 2015                                           | Games Of Thrones (Armin van Buuren Remix)                    | Ramin Djawadi                                              | Armin van Buuren Remix |                                                |                                                |
| 2015                                           | Omen                                                         | Willem De Roo                                              | Original Mix |                                                |                                                |
| 2015                                           | You Have It All                                              | Genix Featuring Hannah Magenta                             | Original Mix |                                                |                                                |
| 2015                                           | Nepal                                                        | Yoel Lewis                                                 | Original Mix |                                                |                                                |
| 2015                                           | Another You (Ronski Speed Remix)                             | Armin van Buuren Featuring Mr Probz                        | Ronski Speed Remix |                                                |                                                |
| 2015                                           | Stellar                                                      | Mark Sixma                                                 | Original Mix |                                                |                                                |
| 2015                                           | Daylight                                                     | Andrew Rayel Featuring Jonny Rose                          | Original Mix |                                                |                                                |
| 2015                                           | No One Like You                                              | Craig Connelly Featuring Jennifer Rene                     | Original Mix |                                                |                                                |
| 2015                                           | Another You (CID Remix)                                      | Armin van Buuren Featuring Mr Probz                        | CID Remix |                                                |                                                |
| 2015                                           | Mimesis                                                      | Andrew Rayel & Alexander Popov                             | Radio Edit / Original Mix |                                                |                                                |
| 2015                                           | For The First Time                                           | Omnia Featuring Tilde                                      | Original Mix |                                                |                                                |
| 2015                                           | Chased                                                       | Andrew Rayel & Mark Sixma                                  | Original Mix |                                                |                                                |
| 2015                                           | Don                                                          | Orjan Nilsen                                               | Original Mix |                                                |                                                |
| 2015                                           | Hold It Together (Remixes)                                   | MaRLo Featuring Christina Novelli                          | Jochen Miller Remix / Chris Schweizer Mix / Ahmed Romel Remix |                                                |                                                |
| 2015                                           | Shockwave                                                    | Radion6                                                    | Original Mix |                                                |                                                |
| 2015                                           | Paradise                                                     | Alexander Popov & LTN Featuring Christina Novelli          | Original Mix |                                                |                                                |
| 2015                                           | Embrace                                                      | Armin van Buuren Featuring Eric Vloeimans                  | Original Mix |                                                |                                                |
| 2015                                           | Restless Heart                                               | Mark Sixma & Emma Hewitt                                   | Original Mix |                                                |                                                |
| 2015                                           | Kaktus                                                       | Genix                                                      | Original Mix |                                                |                                                |
| 2015                                           | Strong Ones                                                  | Armin van Buuren Featuring Cimo Frankel                    | Extended Mix |                                                |                                                |
| 2015                                           | Embargo                                                      | Armin van Buuren & Cosmic Gate                             | Original Mix |                                                |                                                |
| 2015                                           | Hands To Heaven                                              | Armin van Buuren Featuring Rock Mafia                      | Original Mix |                                                |                                                |
| 2015                                           | Strong Ones (Remixes)                                        | Armin van Buuren Featuring Cimo Frankel                    | Dave Winnel Remix / DEEM Remix / MOWE Remix |                                                |                                                |
| 2015                                           | Komorebi                                                     | Super8 & Tab                                               | Original Mix |                                                |                                                |
| 2015                                           | Zodiac                                                       | DRYM                                                       | Original Mix |                                                |                                                |
| 2015                                           | Strong Ones (Remixes Part II)                                | Armin van Buuren Featuring Cimo Frankel                    | Jase Thrilwall Remix / Le Visiteur & My Oh My Remix |                                                |                                                |
| 2015                                           | Morphine                                                     | Thomas Gold vs Lush & Simon                                | Original Mix |                                                |                                                |
| 2015                                           | Shanghai                                                     | Omnia                                                      | Original Mix |                                                |                                                |
| 2015                                           | Gone                                                         | Genix                                                      | Original Mix |                                                |                                                |
| 2016                                           | Generation                                                   | DRYM                                                       | Original Mix |                                                |                                                |
| 2016                                           | Winterburn                                                   | Andrew Rayel & Digital x Featuring Sylvia Tosun            | Extended Mix |                                                |                                                |
| 2016                                           | Now I Can Breathe Again                                      | Simon Patterson Featuring Lucy Pullin                      | Extended Mix |                                                |                                                |
| 2016                                           | Hope                                                         | Radion6                                                    | Extended Mix |                                                |                                                |
| 2016                                           | Moonbow                                                      | Super8 & Tab                                               | Extended Mix |                                                |                                                |
| 2016                                           | Once In A Lifetime Love                                      | Andrew Rayel Featuring Kristina Antuna                     | Extended Mix |                                                |                                                |
| 2016                                           | Komorebi (Remixes)                                           | Super8 & Tab                                               | Sied van Riel Remix / David Gravell Remix |                                                |                                                |
| 2016                                           | Distant Power                                                | Alexander Popov                                            | Extended Mix |                                                |                                                |
| 2016                                           | Inyahti                                                      | Gaia                                                       | Extended Mix |                                                |                                                |
| 2016                                           | Alien                                                        | Omnia                                                      | Extended Mix |                                                |                                                |
| 2016                                           | Way To Happieness                                            | Mark Sixma & Jonathan Mendelsohn                           | Club Mix |                                                |                                                |
| 2016                                           | Mega                                                         | Super8 & Tab                                               | Extended Mix |                                                |                                                |
| 2016                                           | Freefall (Heatbeat Remix)                                    | Armin van Buuren Featuring BullySongs                      | Heatbeat Remix |                                                |                                                |
| 2016                                           | Embrace (Lowland Classical Remix)                            | Armin van Buuren Featuring Eric Vloeimans                  | Extended Mix |                                                |                                                |
| 2016                                           | Epiphany                                                     | Andrew Rayel                                               | Extended Mix |                                                |                                                |
| 2016                                           | Los Capos                                                    | Orjan Nilsen vs KhoMha                                     | Extended Mix |                                                |                                                |
| 2016                                           | Spacewalk                                                    | Alexander Popov & Digital X                                | Extended Mix |                                                |                                                |
| 2016                                           | Embrace (Arty Remix)                                         | Armin van Buuren Featuring Eric Vloeimans                  | Arty Remix |                                                |                                                |
| 2016                                           | High On Life                                                 | Rodg                                                       | Extended Mix |                                                |                                                |
| 2016                                           | Again                                                        | Armin van Buuren pres. Rising Star Featuring Betsie Larkin | Armin van Buuren Remix / Andrew Rayel Remix / Armin van Buuren Extended Remix / Andrew Rayel Extended Remix |                                                |                                                |
| 2016                                           | Dominator                                                    | Armin van Buuren vs Human Resources                        | Extended Mix |                                                |                                                |
| 2016                                           | Livin The Dream                                              | Radion6                                                    | Extended Mix |                                                |                                                |
| 2016                                           | Embrace (Andrew Rayel Remix)                                 | Armin van Buuren Featuring Eric Vloeimans                  | Andrew Rayel Remix |                                                |                                                |
| 2016                                           | The Ultimate Seduction                                       | Armin van Buuren vs The Ultimate Seduction                 | Extended Mix |                                                |                                                |
| 2016                                           | Goldengate                                                   | Yoel Lewis                                                 | Extended Mix |                                                |                                                |
| 2016                                           | Pull Over                                                    | Armin van Buuren vs Speedy J                               | Extended Mix |                                                |                                                |
| 2016                                           | Anything Can Happen                                          | Fatum & JES                                                | Extended Mix |                                                |                                                |
| 2016                                           | Embrace Remix EP #1                                          | Armin van Buuren                                           | - Heading Up High (Featuring Kensington) (Swanky Tunes Remix) - Gotta Be Love (featuring Lyrica Anderson) (Arston Remix) - Freefall (Featuring BullySongs) (De Hofnar Remix) - Off The Hook (with Hardwell) (Fisherman & Hawkins Remix)               |                                                |                                                |
| 2016                                           | Mystique                                                     | Omnia                                                      | Extended Mix |                                                |                                                |
| 2016                                           | Winterburn (Remixes)                                         | Andrew Rayel & Digital X Featuring Sylvia Rosun            | Jorn van Deynhoven Extended Remix / Craig Connelly Extended Remix |                                                |                                                |
| 2016                                           | You And Me                                                   | MaRLo Featuring Chole                                      | Original Mix / Extended Mix |                                                |                                                |
| 2016                                           | Iconic                                                       | Orjan Nilsen                                               | Extended Mix |                                                |                                                |
| 2016                                           | All Systems Down                                             | Andrew Rayel & KhoMha                                      | Extended Mix |                                                |                                                |
| 2016                                           | By My Side                                                   | Bryan Kearney & Christina Novelli                          | Extended Mix |                                                |                                                |
| 2016                                           | The Race                                                     | Armin van Buuren & Dave Winnel                             | Extended Mix |                                                |                                                |
| 2016                                           | In And Out Of Love (Diversion Remix)                         | Armin van Buuren Featuring Sharon Den Adel                 | Diversion Remix |                                                |                                                |
| 2016                                           | Mirage (Matrijn Ten Velden Remix)                            | Armin van Buuren Featuring Susana                          | Martijn Ten Velden Remix |                                                |                                                |
| 2016                                           | Caesarea                                                     | Yoel Lewis Featuring Sivan                                 | Extended Mix |                                                |                                                |
| 2016                                           | Burned With Desire (LTN Sunrise Remix)                       | Armin van Buuren Featuring Justine Suissa                  | LTN Sunrsie Remix |                                                |                                                |
| 2016                                           | World Like This                                              | Alexander Popov & Jonathan Mendelsohn                      | Extended Mix |                                                |                                                |
| 2016                                           | Never Say Never (Namatjira Remix)                            | Armin van Buuren Featuring Jacqueline Govaert              | Namatjira Remix |                                                |                                                |
| 2016                                           | Hyperdrive                                                   | Willem De Roo                                              | Extended Mix |                                                |                                                |
| 2016                                           | Sail (Sudhaus Remix)                                         | Armin van Buuren                                           | Sudhaus Remix |                                                |                                                |
| 2016                                           | Nino                                                         | Super8 & Tab                                               | Extended Mix |                                                |                                                |
| 2016                                           | Another You (Gundamea Remix)                                 | Armin van Buuren Featuring Mr Probz                        | Gundamea Remix |                                                |                                                |
| 2016                                           | Wired                                                        | Rodg                                                       | Extended Mix |                                                |                                                |
| 2016                                           | This Is What It Feels Like (Matt Lange Remix)                | Armin van Buuren Featuring Trevor Guthrie                  | Matt Lange Remix |                                                |                                                |
| 2016                                           | The New World (Fisherman & Hawkins Remix)                    | Markus Schulz                                              | Fisherman & Hawkins Remix |                                                |                                                |
| 2016                                           | All I See Is You                                             | Omnia Featuring Christian Burns                            | Extended Mix |                                                |                                                |
| 2016                                           | Hymne (Martin Roth Remix)                                    | Armin van Buuren                                           | Martin Roth Remix |                                                |                                                |
| 2016                                           | Omega                                                        | Mark Sixma                                                 | Extended Mix |                                                |                                                |
| 2016                                           | Embrace Remix EP #2                                          | Armin van Buuren                                           | - Caught In The Slipstream (Featuring BullySongs) (KhoMha Remix) - Gotta Be Love (Featuring Lyrica Anderson) (Giuseppe Ottaviani Remix) - Hands To Heaven (Featuring Rock Mafia) (Chris Schweizer Remix)                                              |                                                |                                                |
| 2016                                           | Once In A Lifetime Love (DEEM Remix)                         | Andrew Rayel Featuring Kristina Antuna                     | DEEM Remix |                                                |                                                |
| 2016                                           | Dominator (The Remixes)                                      | Armin van Buuren vs Human Resources                        | Bass Modulators Remix / TWIIG Remix / Tom staar Remix |                                                |                                                |
| 2016                                           | Leave My Hand                                                | MaRLo Featuring Emma Chatt                                 | Extended Mix |                                                |                                                |
| 2016                                           | Embrace Remix EP #3                                          | Armin van Buuren                                           | - Face Of Summer (Featuring Sarah DeCourcy) (Qulinez Remix) - Indestructible (Featuring DBX) (Protoculture Remix) - Caught In The Slipstream (Featuring BullySongs) (Coming Soon!!! Remix) - Hands To Heaven (Featuring Rock Mafia) (Dan Stone Remix) |                                                |                                                |
| 2016                                           | World Like This (Remixes)                                    | Alexander Popov & Jonathan Mendelsohn                      | Denis Kenzo Remix / Abstract Vision Remix / Sunbrothers & Make One Remix |                                                |                                                |
| 2016                                           | Hold Me / Ultra                                              | Omnia                                                      | Extended Mixes |                                                |                                                |
| 2016                                           | Embrace Remix EP #4                                          | Armin van Buuren                                           | - Hands To Heaven (Featuring Rock Mafia) (David Gravell Remix) - Caught In The Slipstream (Featuring BullySongs) (Galavant Remix) - Face Of Summer (Featuring Sarah DeCourcy) (Denis Kenzo Remix) - Embargo (with Cosmic Gate) (Ben Gold Remix)       |                                                |                                                |
| 2016                                           | Flashlight                                                   | Armin van Buuren & Orjan Nilsen                            | Extended Mix |                                                |                                                |
| 2016                                           | Pentakill                                                    | Shogun                                                     | Extended Mix |                                                |                                                |
| 2016                                           | Empyrean                                                     | Protoculture                                               | Extended Mix |                                                |                                                |
| 2016                                           | Take It All                                                  | Andrew Rayel & Jochen Miller Featuring Hansen Tomas        | Extended Mix |                                                |                                                |
| 2016                                           | Embrace Remix EP #5                                          | Armin van Buuren                                           | - Strong Ones (Featuring Cimo Frankel) (Orjan Nilsen Remix) - Face Of Summer (Featuring Sarah DeCourcy) (Omnia Remix) - Caught In The Slipstream (Featuring BullySongs) (RAI Remix) - Old Skool (Ben Liebrand Remix)                                  |                                                |                                                |
| 2016                                           | Great Spirit                                                 | Armin van Buuren vs Vini Vici Featuring Hilight Tribe      | Extended Mix |                                                |                                                |
| 2016                                           | One More Time                                                | Alexander Popov & Christian Burns                          | Extended Mix / Alexander Popov Remix |                                                |                                                |
| 2017                                           | Communication (David Gravell Remix)                          | Armin van Buuren                                           | David Gravell Remix |                                                |                                                |
| 2017                                           | Asphalt                                                      | Protoculture                                               | Extended Mix |                                                |                                                |
| 2017                                           | I Need You (Club Mix)                                        | Armin van Buuren & Garibay Featuring Olaf Blackwood        | Club Mix |                                                |                                                |
| 2017                                           | Renegades                                                    | Orjan Nilsen & Jochen Miller                               | Extended Mix |                                                |                                                |
| 2017                                           | The Upside Down                                              | BT                                                         | Extended Mix |                                                |                                                |
| 2017                                           | Why Do You Run                                               | Omnia Featuring Jonny Rose                                 | Extended Mix |                                                |                                                |
| 2017                                           | The Night Is Ours                                            | Alpha 9                                                    | Extended Mix |                                                |                                                |
| 2017                                           | Cycle Of Life                                                | Radion6                                                    | Extended Mix |                                                |                                                |
| 2017                                           | I'll Be There                                                | Andrew Rayel Featuring Eric Lumiere                        | Extended Mix |                                                |                                                |
| 2017                                           | Substance                                                    | Alexander Popov                                            | Extended Mix |                                                |                                                |
| 2017                                           | Connected                                                    | ATB & Andrew Rayel                                         | Extended Mix |                                                |                                                |
| 2017                                           | Invincible                                                   | Mark Sixma & Betsie Larkin                                 | Extended Mix |                                                |                                                |
| 2017                                           | I Need You (Standerwick Remix)                               | Armin van Buuren & Garibay Featuring Olaf Blackwood        | Standerwick Remix |                                                |                                                |
| 2017                                           | Again (Remixes)                                              | Armin van Buuren pres. Rising Star Featuring Betsie Larkin | ReOrder Remix / Alex M.O.R.P.H. Remix |                                                |                                                |
| 2017                                           | Falling Down                                                 | MaRLo & First State                                        | Extended Mix |                                                |                                                |
| 2017                                           | Cosmo                                                        | Super8 & Tab                                               | Extended Mix |                                                |                                                |
| 2017                                           | Draco                                                        | Fatum                                                      | Extended Mix |                                                |                                                |
| 2017                                           | My Reflection                                                | Andrew Rayel & Emma Hewitt                                 | Extended Mix |                                                |                                                |
| 2017                                           | This Is A Test / The Train                                   | Armin van Buuren                                           | Extended Mix / A cappella / Extended Mix |                                                |                                                |
| 2017                                           | Enigma                                                       | Omnia & DRYM                                               | Extended Mix |                                                |                                                |
| 2017                                           | The Descent                                                  | Protoculture                                               | Extended Mix |                                                |                                                |
| 2017                                           | Kaamos                                                       | Tom Fall                                                   | Extended Mix |                                                |                                                |
| 2017                                           | Naughts & Crosses                                            | Ashley Wallbridge                                          | Extended Mix |                                                |                                                |
| 2017                                           | My Symphony (The Best Of Armin Only Anthem)                  | Armin van Buuren                                           | Extended Mix |                                                |                                                |
| 2017                                           | Tuviana                                                      | Yoel Lewis                                                 | Extended Mix |                                                |                                                |
| 2017                                           | Higher Place                                                 | Alpha 9                                                    | Extended Mix |                                                |                                                |
| 2017                                           | Falling Down (MaRLo's Tech Energy Mix)                       | MaRLo & First State                                        | MaRLo's Tech Energy Mix |                                                |                                                |
| 2017                                           | Streets Of Gold                                              | Standerwick featuring Johanthan Mendelsohn                 | Extended Mix |                                                |                                                |
| 2017                                           | Lighthouse                                                   | Andrew Rayel & Christina Novelli                           | Extended Mix |                                                |                                                |
| 2017                                           | Falling Into You                                             | Super8 & Tab featuring Jonny Rose                          | Extended Mix |                                                |                                                |
| 2017                                           | FaceOff                                                      | Andy Moor & Ashley Wallbridge                              | Extended Mix |                                                |                                                |
| 2017                                           | Andes                                                        | Tomas Hereida                                              | Extended Mix |                                                |                                                |
| 2017                                           | The Hardest Part                                             | Orjan Nilsen featuring Rykka                               | Extended Mix |                                                |                                                |
| 2017                                           | Heavy Love                                                   | Andrew Rayel & Max Vangeli featuring Kye Sones             | Extended Mix |                                                |                                                |
| 2017                                           | Sunny Days                                                   | Armin van Buuren featuring Josh Cumbee                     | Club Mix |                                                |                                                |
| 2017                                           | Justice                                                      | Fatum                                                      | Extended Mix |                                                |                                                |
| 2017                                           | Hold On To You                                               | Omnia featuring Danyka Nadeau                              | Extended Mix |                                                |                                                |
| 2017                                           | People                                                       | Alexander Popov                                            | Extended Mix |                                                |                                                |
| 2017                                           | Right Away                                                   | Rodg                                                       | Extended Mix |                                                |                                                |
| 2017                                           | Great Spirit (Wildstylez Remix)                              | Armin van Buuren vs Vini Vici Featuring Hilight Tribe      | Wildstylez Remix |                                                |                                                |
| 2017                                           | On My Own                                                    | Fatum featuring Angel Taylor                               | Extended Mix |                                                |                                                |
| 2017                                           | United As One                                                | Mark Sixma                                                 | Extended Mix |                                                |                                                |
| 2017                                           | Never Let Me Go                                              | Andrew Rayel featuring Angelika Vee                        | Extended Mix |                                                |                                                |
| 2017                                           | Quest                                                        | Super8 & Tab                                               | Extended Mix |                                                |                                                |
| 2017                                           | Saint Vitus                                                  | Gaia                                                       | Extended Mix |                                                |                                                |
| 2017                                           | Sugar Free                                                   | Fatum                                                      | Extended Mix |                                                |                                                |
| 2017                                           | I Need You (Andrew Rayel Remix)                              | Armin van Buuren & Garibay Featuring Olaf Blackwood        | Andrew Rayel Remix |                                                |                                                |
| 2017                                           | Laberinto                                                    | KhoMha                                                     | Extended Mix |                                                |                                                |
| 2017                                           | Awake The Flow                                               | Alexander Popov                                            | Extended Mix |                                                |                                                |
| 2017                                           | Xplode (Graham Bell & Yoel Lewis Remix)                      | Avancada vs Darius & Finlay                                | Graham Bell & Yoel Lewis Remix |                                                |                                                |
| 2017                                           | Hi There Radio                                               | Orjan Nilsen                                               | Extended Mix |                                                |                                                |
| 2017                                           | Home                                                         | Andrew Rayel featuring Jonathan Mendelsohn                 | Extended Mix / Vigel Remix |                                                |                                                |
| 2017                                           | Alba                                                         | Tenishia                                                   | Extended Mix |                                                |                                                |
| 2017                                           | Planet Earth                                                 | Yan Space featuring Christian Burns                        | Extended Mix / Omnia Remix |                                                |                                                |
| 2017                                           | This Is A Test (Remixes)                                     | Armin van Buuren                                           | Arkham Knights Remix / Julian Jordan Remix / Alex Di Stefano Remix / Shinovi Remix |                                                |                                                |
| 2017                                           | Somnambulist                                                 | Denis Kenzo                                                | Extended Mix |                                                |                                                |
| 2017                                           | Sonorus                                                      | Radion6                                                    | Extended Mix |                                                |                                                |
| 2017                                           | LSTM                                                         | BT                                                         | Extended Mix |                                                |                                                |
| 2017                                           | Winds From The East                                          | Tomas Heredia                                              | Extended Mix |                                                |                                                |
| 2017                                           | Blossom                                                      | Alpha 9                                                    | Extended Mix |                                                |                                                |
| 2017                                           | Don't Leave Me Now                                           | Limelght                                                   | Extended Mix |                                                |                                                |
| 2017                                           | Sunny Days (PureNRG Remix)                                   | Armin van Buuren featuring Josh Cumbee                     | PureNRG Remix |                                                |                                                |
| 2017                                           | Burning Heart                                                | Alpha 9                                                    | Extended Mix |                                                |                                                |
| 2017                                           | Pressure                                                     | Super8 & Tab                                               | Extended Mix |                                                |                                                |
| 2017                                           | Four                                                         | BT                                                         | Extended Mix |                                                |                                                |
| 2017                                           | Kingdoms                                                     | Ben Gold                                                   | Extended Mix |                                                |                                                |
| 2017                                           | A State Of Mind                                              | Radion6                                                    | Extended Mix |                                                |                                                |
| 2017                                           | Shelter (Remixes Pt. 2)                                      | Dash Berlin feat. Roxanne Emery                            | Yoel Lewis Remix / Solis & Sean Truby Remix |                                                |                                                |
| 2017                                           | Moonstone                                                    | Tomas Heredia                                              | Extended Mix |                                                |                                                |
| 2017                                           | Crossfire                                                    | Gaia                                                       | Extended Mix |                                                |                                                |
| 2018                                           | Canis Major                                                  | Limelght                                                   | Extended Mix |                                                |                                                |
| 2018                                           | True Love                                                    | Super8 & Tab feat. Envy Monroe                             | Extended Mix |                                                |                                                |
| 2018                                           | Yahweh                                                       | BT                                                         | Extended Mix |                                                |                                                |
| 2018                                           | Deep End                                                     | Standerwick & HALIENE                                      | Club Mix |                                                |                                                |
| 2018                                           | Sex, Love & Water (Club Mix)                                 | Armin van Buuren feat. Conrad Sewell                       | Club Mix |                                                |                                                |
| 2018                                           | Seconds Away                                                 | Super8 & Tab feat. Sarah DeCourcy                          | Extended Mix |                                                |                                                |
| 2018                                           | Fall For You                                                 | Simon Patterson feat. Lucy Pullin                          | Extended Mix |                                                |                                                |
| 2018                                           | The Last Dancer                                              | Armin van Buuren vs Shapov                                 | Extended Mix |                                                |                                                |
| 2019                                           | Repeat After Me                                              | Dimitri Vegas & Like Mike x Armin van Buuren x W&W         | Extended Mix |                                                |                                                |